# 查爾斯·勞斯
查爾斯·史都華·勞斯（英語：Charles Stewart Rolls，1877年8月27日—1910年7月12日），英國汽車和航空先驅。

## 生平
出身於貴族之家，是蘭加托克勳爵（Lord Llangattock）的三子。他在1906年與亨利·萊斯合作創立以生產高級轎車和航空引擎聞名的勞斯萊斯有限公司，並由他負責公司初年的市場營銷。1910年7月，勞斯在英格蘭伯恩茅斯一場航空表演活動駕駛萊特飛行器時意外墜機喪生，終年僅32歲，成為歷史上首位在航空事故喪生的英國人。